# اکسامز
اکسامز (به آلمانی: Axams) یک منطقهٔ مسکونی در اتریش است که در اینسبروک لند واقع شده‌است. اکسامز ۲۲٫۱۶ کیلومتر مربع مساحت دارد ۸۷۴ متر بالاتر از سطح دریا واقع شده‌است.

## خواهرخوانده
شهر ناتورنو خواهرخواندهٔ اکسامز هست.